# Chrotichthys
Chrotichthys è un genere estinto di pesci ossei appartenente agli attinotterigi, vissuto durante l’Anisico (Triassico medio) nella regione che oggi corrisponde al Nuovo Galles del Sud in Australia. Il genere è rappresentato da una sola specie, Chrotichthys gregarius.

## Descrizione
Chrotichthys era un piccolo pesce dal corpo affusolato lungo fino a 10 centimetri, con muso smussato e orbite ampie posizionate in posizione anteriore. La bocca era di dimensioni moderate, con sospensorio quasi verticale. Le ossa craniche presentavano una leggera ornamentazione superficiale.
L’opercolo era leggermente più profondo del subopercolo, mentre il preopercolo era ampio e di forma quadrangolare. Il mascellare era grande e triangolare, e la mandibola era robusta, più profonda posteriormente e rastremata verso la parte anteriore. I denti erano minuti e appuntiti.
Le pinne pari (pettorali e pelviche) erano piccole: le pinne pelviche si trovavano equidistanti tra la pinna anale e l’arco pettorale. L’origine della pinna dorsale era leggermente anteriore rispetto a quella dell’anale. I raggi delle pinne erano ben distanziati. La pinna caudale era eterocerca, con un lobo superiore corto.
Le scaglie erano lisce, con margini regolari e molto profonde nella regione anteriore del fianco.

## Tassonomia
Chrotichthys gregarius fu originariamente descritto come una specie del genere Pholidophorus da Arthur Smith Woodward nel 1890, sulla base di vari esemplari provenienti dal Nuovo Galles del Sud rinvenuti nella formazione di Terrigal, risalente al Triassico medio. Successivi studi (Wade, 1940) determinarono che gli esemplari di questa specie non erano strettamente imparentati con i folidoforidi ma con i perleidiformi, un gruppo di pesci attinotterigi più arcaici, e fu quindi necessario istituire un nuovo genere, Chrotichthys. Il genere è ritenuto uno dei più antichi perleidiformi conosciuti in Australia.

## Etimologia
Il nome del genere deriva dal greco antico "chrotos" (χρῶτος), che significa "colore scuro", in riferimento alla modalità di conservazione dei fossili.